# Pablo Pereira
Pablo Pereira (Buenos Aires, 18 januari 1974) is een voormalig volleyballer uit Argentinië. Hij nam tweemaal deel aan de Olympische Spelen (1996 en 2000) en eindigde met de nationale ploeg op respectievelijk de achtste en de vierde plaats in de eindrangschikking. Onder leiding van bondscoach Daniel Castellani won Pereira in 1995 bovendien de gouden medaille met de nationale selectie bij de Pan-Amerikaanse Spelen in Mar del Plata.